# Megaulacobothrus liaoningensis
Megaulacobothrus liaoningensis är en insektsart som först beskrevs av Zheng, Z. 1988.  Megaulacobothrus liaoningensis ingår i släktet Megaulacobothrus och familjen gräshoppor. Inga underarter finns listade i Catalogue of Life.